# 白井綾乃 (ジャーナリスト)
白井 綾乃 (しらい あやの) は 日本のジャーナリストで NHK放送総局報道局国際部記者。

## 経歴
2014(平成26)年04月01日 NHKに入局。初任地 NHK岐阜放送局からNHK名古屋放送局へ異動。名古屋時代は 愛知県警察本部記者クラブに加えて 教育問題、東海北陸の“連動地震”のリスク等の取材や解説の担当を経て、NHK取材班から報道局国際部に配属。主に朝鮮半島等の取材を担当。